# Хрістос Яннарас
Хрі́стос Яннара́с (грец. Χρήστος Γιανναράς; 10 квітня 1935, м. Афіни, Греція — 24 серпня 2024, м.Кітера , Греція) — грецький богослов і християнський філософ, православний письменник. Професор філософії Інституту політичних наук і міжнародних досліджень Університету «Пантеон» (м. Афіни), член Міжнародної академії релігійних досліджень; почесний доктор Белградського університету, доктор філософських наук університету Сорбонни і духовної школи Університету Арістотеля в м. Салоніках.

## Життєпис
У 1954—1958 роках вивчав богослів'я в Афінському національному університеті імені Каподістрії, вступив до братства «Зої» (вийшов з його складу за 10 років).
У 1964—1967 роках вивчав філософію в Боннському університеті, на нього вплинули ідеї М. Гайдеґґера.
У 1968—1970 роки працював у Паризькому університеті (над докторською дисертацією, яку захистив у Сорбонні на тему: «Метафізика тіла у святого Йоанна Лествичника».
Найбільша справа життя Яннараса — ретельне дослідження відмінностей теорії і практики східної та західної християнських традицій.